# Михновщина
Ми́хновщина (бел. Міхнаўшчына) — деревня в Барановичском районе Брестской области Белоруссии. Входит в состав Столовичского сельсовета.

## География
Расположена в 21,5 км по автодорогам к северу от центра Барановичей, на расстоянии 11,5 км по автодорогам к северу от центра сельсовета, агрогородка Столовичи. Ближайший населённый пункт — деревня Меденевичи. Имеется кладбище. Часть деревни, включающая карьер, находится на территории Городищенского сельсовета.

## История
По переписи 1897 года — деревня Городищенской волости Новогрудского уезда Минской губернии, 14 дворов, 50 жителей. Рядом находилось имение с 1 двором и 13 жителями, принадлежавшее Хмелевским.
В 1909 году — 21 двор, 83 жителя, рядом два имения (всего 2 двора, 6 жителей).
После Рижского мирного договора 1921 года — в составе Городищенской гмины Новогрудского повета Новогрудского воеводства Польши, 9 дворов. 
С 1939 года — в БССР, в 1940–62 годах — в Городищенском районе Барановичской, с 1954 года Брестской области. Затем — в Барановичском районе. С конца июня 1941 года до июля 1944 года была оккупирована немецко-фашистскими войсками.
В состав деревни после войны включена деревня Нечехи.
В 2013 году передана из упразднённого Меденевичского сельсовета в Столовичский.

## Население
| Численность населения (по переписи) | Численность населения (по переписи) | Численность населения (по переписи) | Численность населения (по переписи) | Численность населения (по переписи) | Численность населения (по переписи) | Численность населения (по переписи) | Численность населения (по переписи) |
| 1897                                | 1909                                | 1921                                | 1939                                | 1959                                | 1999                                | 2009                                | 2019                                |
| ----------------------------------- | ----------------------------------- | ----------------------------------- | ----------------------------------- | ----------------------------------- | ----------------------------------- | ----------------------------------- | ----------------------------------- |
| 50                                  | ↗83                                 | ↘39                                 | ↗110                                | ↘102                                | ↘12                                 | ↘6                                  | ↘3                                  |